# Jan Głogowski (pułkownik)

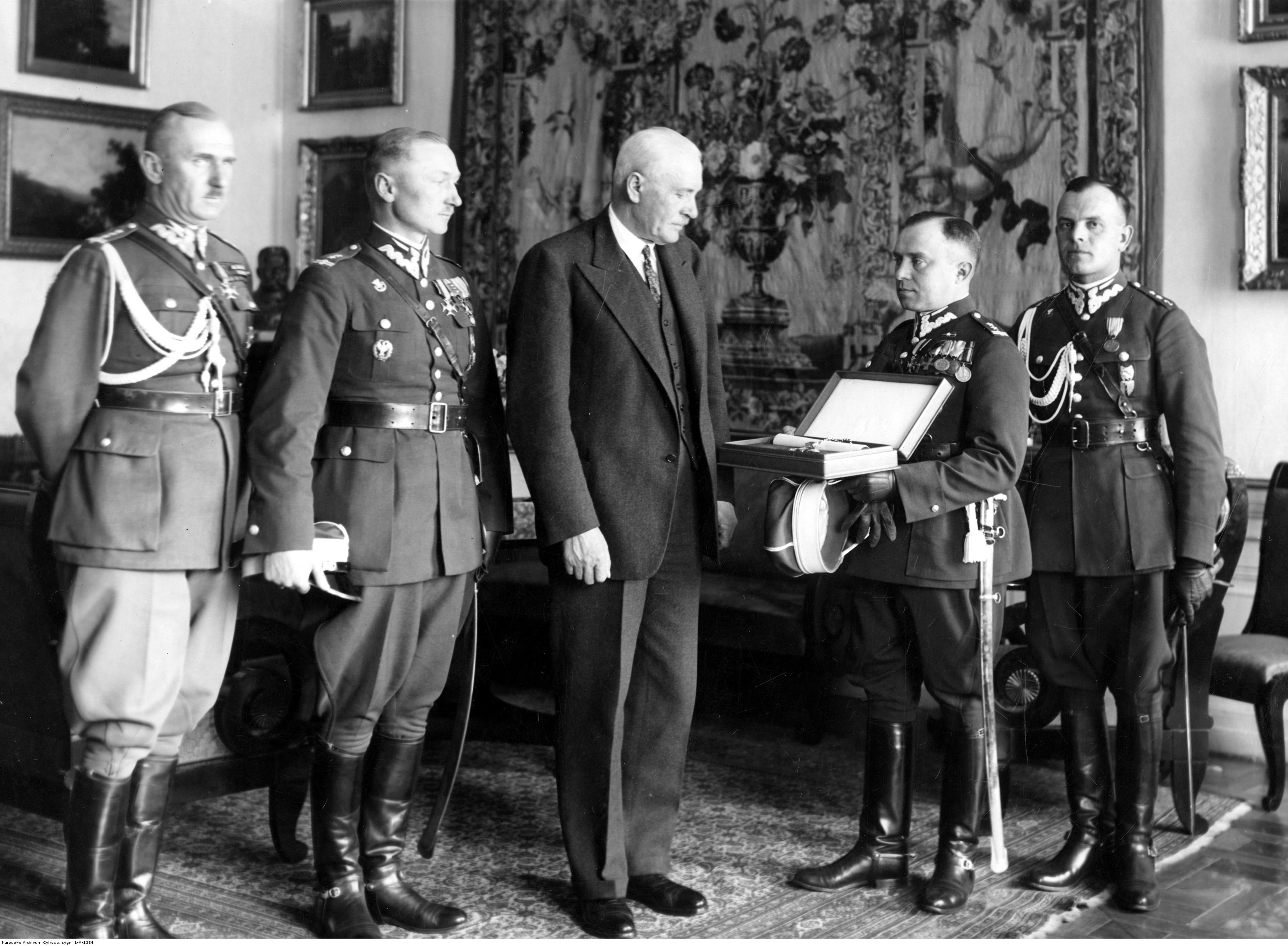
Wręczenie honorowej odznaki pułkowej prezydentowi RP Ignacemu Mościckiemu przez delegację 2. Pułku Ułanów Grochowskich na Zamku Królewskim. Widoczni m.in. płk Jan Głogowski (pierwszy z lewej), ppłk Smoliński (drugi z prawej), ppłk Gierulewicz (drugi z lewej), por. Pawełczyk (z prawej)

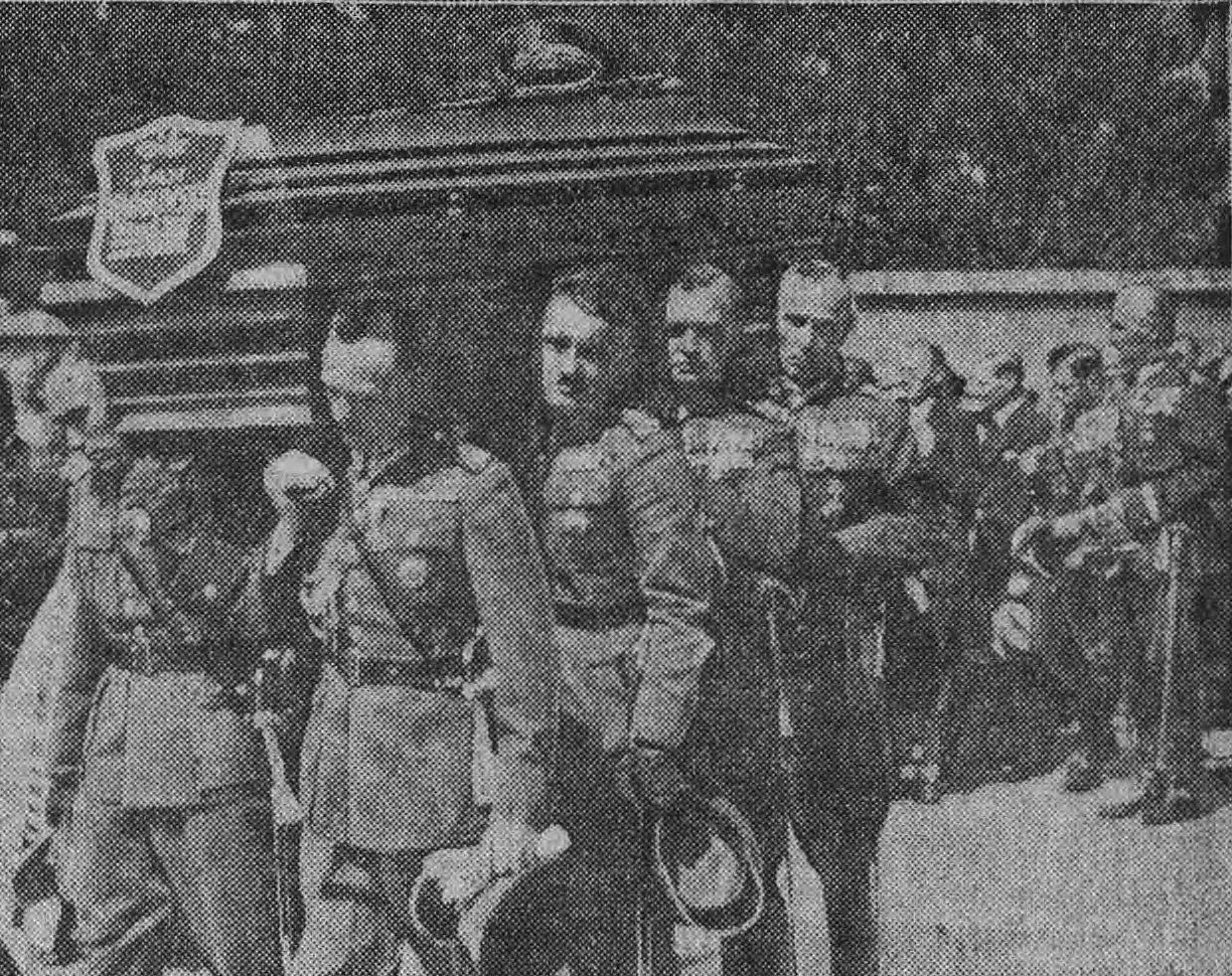
Pogrzeb płk. Jana Głogowskiego

Jan Głogowski (ur. 24 czerwca 1888 w Bojańcu, zm. 12 sierpnia 1935 we Lwowie) – pułkownik kawalerii Wojska Polskiego, kawaler Orderu Virtuti Militari.

## Życiorys
Urodził się w rodzinie Aleksandra i Georgii z d. Dall. Student Akademii Rolniczej w Wiedniu i Hohenheim. W latach 1911–1918 służył w Armii Austro-Węgier; w 1913 brał udział w zawodach hippicznych jako podporucznik 1 pułku ułanów. W listopadzie 1918 przyjęty do odrodzonego Wojska Polskiego. W czasie wojny z bolszewikami dowodził szwadronem i dywizjonem w 1 pułku ułanów, który 8 stycznia 1920 został przemianowany na 1 Pułk Szwoleżerów Józefa Piłsudskiego, a także dwukrotnie dowodził tym oddziałem (od 29 kwietnia do 25 maja 1920 i od 25 czerwca do 15 sierpnia 1920) oraz IX Brygadą Jazdy w składzie 2 Dywizji Jazdy. 15 lipca 1920 został zatwierdzony w stopniu majora ze starszeństwem z dniem 1 kwietnia 1920, w grupie oficerów kawalerii z byłej Cesarskiej i Królewskiej Armii.
„W opinii przełożonych: odznaczał się zawsze nadzwyczajna odwagą, zimna krwią i stanowczością w wykonywaniu otrzymanych rozkazów. Zawsze w pierwszym szeregu zagrzewał żołnierzy do walki. /.../ Za walki z Budionnym nad Styrem w awangardzie 4 B. jazdy /1 i 2 p.szwol., 8 i 16 p.uł/ stoczonymi od 25 V 1920, a szczególnie za wzięcie Smarzewa i szarżę na npla atakującego na tyły 16 p.uł /.../ otrzymał Order Virtuti Militari”.
Po zakończeniu działań wojennych, w okresie od 8 maja 1921 do 30 września 1926 ponownie dowodził 1 pułkiem szwoleżerów Józefa Piłsudskiego w garnizonie Warszawa, a następnie XII Brygadą Kawalerii w Ostrołęce. 3 maja 1922 został zweryfikowany w stopniu podpułkownika ze starszeństwem z dniem 1 czerwca 1919 i 59. lokatą w korpusie oficerów jazdy, a 16 marca 1927 awansował do stopnia pułkownika ze starszeństwem z dniem 1 stycznia 1927 i 4. lokatą w korpusie oficerów kawalerii. Z dniem 1 września 1928 został mianowany szefem Gabinetu Wojskowego Prezydenta Rzeczypospolitej.
Zmarł 12 sierpnia 1935 we Lwowie w sanatorium „Salus” w wyniku zakażenia krwi. Został pochowany na Cmentarzu Łyczakowskim

## Życie prywatne
Był żonaty z Jadwigą z d. Gieryng, nie mieli dzieci, jego bratem był ppłk Piotr Głogowski (ur. 1889).

## Ordery i odznaczenia
- Krzyż Srebrny Orderu Wojskowego Virtuti Militari nr 3194[8](1921)[10]
- Krzyż Oficerski Orderu Odrodzenia Polski[8]
- Krzyż Kawalerski Orderu Odrodzenia Polski[8]
- Krzyż Walecznych (czterokrotnie)[8]
- Order Krzyża Orła III klasy (Estonia, 1932)[11][12]
- Komandor Orderu Świętego Sawy (Jugosławia, 1929)[13]
- Komandor Orderu Białej Róży Finlandii (Finlandia)[12]
- Komandor Orderu Legii Honorowej (Francja)[12]
- Komandor Orderu Zasługi Cywilnej (Bułgaria)[12]
- Oficer Orderu Korony Rumunii (Rumunia)
- Kawaler Orderu Legii Honorowej (Francja, 1922)[14]
- Kawaler Orderu śś. Maurycego i Łazarza (Włochy)
- Medal 10 Rocznicy Wojny Niepodległościowej (Łotwa, 1929)[15]

## Upamiętnienie
9 grudnia 1936 w Katedrze Świętego Ducha w Warszawie została odsłonięta tablica upamiętniająca płk. Jana Głogowskiego i gen. Gustawa Orlicz-Dreszera.